# Джозеф Гарбър
Джозеф Гарбър (на английски: Joseph R. Garber) е американски писател на бестселъри в жанра трилър. В България е издаден като Джо Гарбър.

## Биография и творчество
Джозеф Рене Гарбър е роден на 14 август 1943 г. във Филаделфия, Пенсилвания, САЩ. Като син на военен често се мести, и той намира своето „убежище“ в библиотеките. Учи в Университета на Вирджиния, но се отказва, за да постъпи в американската армия. След военната си служба учи в колежа на Държавния университет на Източен Тенеси и през 1968 г. завършва с диплома по философия.
След дипломирането си в периода 1969-1973 г. работи като бизнес консултант в „AT&T“ и пише материали нейното фирмено списание. В периода 1973-1984 г. работи като консултант за компанията „Booz, Allen & Hamilton“, а в периода 1984-1985 г. за „SRI International“ в Менло Парк, Калифорния. Мечтаейки да бъде писател в свободното си време пише статии и разкази, голямата част, от които не са представяни за публикуване.
След продължително заболяване напуска работата си и се премества в Уудсайд, Калифорния, където той пише като колумнист за списание „Форбс“, и работи като консултант на фирма в Редууд Сити, Калифорния, докато съкращението му. Това му дава повод да се посвети на писателската си кариера.
Първият му роман „Rascal Money“ е публикуван през 1989 г. Първоначално той е замислен като документален роман, реплика на бестселъра на Том Питърс „Към съвършенство във фирменото управление“, но по съвета на литературните агенти го написва като трилър.
Следващият му трилър „Vertical Run“ от 1995 г. става международен бестселър. Главният герой е бизнесмен, който става жертва на убийствено преследване и се опитва да разбере защо е станал мишена. Сюжетът се развива на адреса на бившата му работа във фирмата „Booz, Allen & Hamilton“.
Следват романите „In a Perfect State“ и „Вихрушка“, които утвърждават името му сред авторите на трилъри.
Джозеф Гарбър умира от сърдечен удар на 27 май 2005 г. в Редууд Сити, Калифорния.

## Произведения

### Самостоятелни романи
- Rascal Money (1989)
- Vertical Run (1995)
Хайка, ИК „Бард“ ООД, София (1997), прев. Юлия Чернева
- In a Perfect State (1999)
Искам те обесен, ИК „Бард“ ООД, София (1999), прев. Юлия Чернева
- Whirlwind (2004)
Вихрушка, изд.: ИК „Бард“ ООД, София (2007), прев. Петко Петков